# Mateo Kedzo
Mateo Kedzo (nacido el 6 de septiembre de 1984 en Croacia) es un jugador croata de baloncesto, con 2,06 metros de estatura, juega en la posición de pívot. Actualmente juega en el KK Kaštela de la A2 Liga, la segunda división croata. Es conocido por su gran capacidad reboteadora y su gran poderío físico además posee un fiable tiro desde la media y larga distancia, lo que le convierte en un jugador muy polivalente.

## Trayectoria deportiva
Inició su trayectoria en Plastik Solin de la A-2 entre 2000 y 2002 para posteriormente dar el salto a Croatia Osiguranje Split con el que disputó la Liga Adriática y FIBA Champions Cup, siendo campeón de liga croata. Desde 2003 hasta 2007 permanecería en las filas de KK Split, equipo con el que tendría la oportunidad de disputar la ULEB Cup, ganar la Copa de Croacia en 2004, llegar en tres ocasiones hasta semifinales de liga y ser elegido para disputar el All Star en 2006.
En noviembre de 2007 se incorporaba a BC Kalev/Cramo Tallinn de Estonia, promediando 13,3 puntos y 4,3 rebotes en la Liga Estonia, llegando a ser finalista de la misma, y 11,3 puntos y 4 rebotes en la Liga Báltica, participando en el All Star. La temporada 2008-09 la iniciaría en Hungría, en las filas de Atomeromu SE Paks, para después incorporarse a Energa Czarni Slupsk, participando en la competición doméstica y en la EuroChallenge.
Tras probar suerte en Turquía, Aliaga Petkim, acabó la pasada temporada en las filas del BK Ventspils letón, con el que fue finalista de la competición doméstica letona. Sus estadísticas en Letonia fueron de 11,2 puntos (57,9% en tiros de dos puntos, 43,3% en triples y 72 % en tiros libres), 4,9 rebotes y 1,3 asistencias mientras que en la Liga Báltica aportó 13 puntos (62,8 % T2, 37,5 % T3 y 95 % TL), 5,1 rebotes y 2,1 asistencias.
En 2010 será una de las piezas del CB Sant Josep Girona en la LEB Oro.

## Clubes
- 2000-2002: Plastik Solin  Croacia
- 2002-2003: Osiguranje Split  Croacia
- 2003-2007: KK Split  Croacia
- 2007-2008: BC Kalev/Cramo Tallinn  Estonia
- 2008-2009: Atomeromu SE Paks  Hungría
- 2008-2009: Energa Czarni Slupsk  Croacia
- 2009-2010: Aliaga Petkim  Turquía
- 2009-2010: BK Ventspils  Letonia
- 2010-2011: CB Sant Josep Girona  España
- 2011-2012: Autocid Ford Burgos  España
- 2012-2013: Club Ourense Baloncesto  España
- 2013-2018: BK Barons Kvartāls  Letonia
- 2018-2022: KK Split  Croacia
- 2022- :KK Kaštela  Croacia

## Internacional
Internacional en categorías inferiores por Croacia, disputó el Europeo Sub-18 en 2002 en Alemania proclamándose Campeón.